# Nocca
Nocca là một chi thực vật có hoa trong họ Cúc (Asteraceae).

## Loài
Chi Nocca gồm các loài: